# Sirens Football Club
Maillots
Actualités
Le Sirens Football Club est un club de football maltais fondé en 1968 et basé dans la ville de San Pawl il-Baħar.

## Histoire
Le club joue en première division maltaise depuis 2019. Cette première saison dans l'élite maltaise se conclut par une quatrième place synonyme de qualification pour la Ligue Europa 2020-2021. Le club est éliminé au premier tour par l'équipe bulgare du CSKA Sofia sur le score de deux buts à un (2-1).

## Palmarès
| Compétitions nationales                               |
| ----------------------------------------------------- |
| - Championnat de Malte D2 (1) : - Champion : 2018-19. |

## Bilan européen
Note : dans les résultats ci-dessous, le score du club est toujours donné en premier
| Saison    | Compétition  | Tour           | Club       | Domicile | Extérieur | Total |
| --------- | ------------ | -------------- | ---------- | -------- | --------- | ----- |
| 2020-2021 | Ligue Europa | Premier tour Q | CSKA Sofia | -        | 1 - 2     | 1 - 2 |

Légende
- Victoire ou qualification pour le tour suivant
- Match nul
- Défaite ou élimination de la compétition